# مسيد (أسطورة)
مَسِيْد أو ميسيد (بالإنجليزية: Mesede)‏ رامي مصيب في أساطير ماليزيا. ذات يوم أنقذ ابن أبير Abere من فم التمساح، لكنه أخذ بنات أبير، مكافأة له على ذلك. فغضبت زوجة «مسید» من هذا العمل وقتلت البنات. وألقت برأس أصغرهن حيث تحولت إلى قرمة خشب حتی إذا وصلت إلى الشاطئ أخذها بطل آخر هو مُراف Morave وغطى بالجلد أحد جوانبها وصنع منها طبلة تستخدم في الطقوس الدينية.